# Kim Soo-hyun
Kim Soo-hyun  (hangul: 김수현; Seul, 16 de fevereiro de 1988) é um ator, cantor e modelo sul-coreano, mais conhecido por ter interpretado Song Sam-dong em Dream High (2011), o rei Lee Hwon em Moon Embracing the Sun (2012) e Baek Hyun-woo em Queen Of Tears (2024).

## Início da vida
Kim nasceu em 16 de fevereiro de 1988. Seu pai biológico é Kim Chung-hoon, antigo vocalista da banda dos anos 80, "Seven Dolphins". Seus pais se separaram quando ele era muito jovem, portanto, ele se considerava filho único e tendo como família apenas a sua mãe.
A mãe de Kim o incentivou a ter aulas de teatro durante a infância para ajudá-lo a superar a timidez e a introversão. Sua aspiração em ser um ator floresceu entre os ensinos fundamental e médio. Sua primeira atuação de peso foi na peça Sonho de uma Noite de Verão, de Shakespeare, no papel de Puck. Seus futuros trabalhos no teatro incluiriam o de Kenickie, no musical Grease, e o personagem-título de Hamlet.
Em 2006, Kim completou seus estudos em Gangnam, Seul, e estreou como ator de TV em 2007, após várias audições. Ele se matriculou no Departamento de Cinema e Teatro da Universidade Chung-Ang em 2009.

## Carreira

### 2007-2008: Carreira na televisão
Kim fez sua estréia na televisão com um papel coadjuvante na comédia de 2007, Kimchi Cheese Smile, e, em 2008, conseguiu um papel principal no drama juvenil da KBS, Jungle Fish, muito aclamado pela crítica. Baseado numa história verídica, ela abordou temáticas sérias, como a cola em testes, os padrões acadêmicos competitivos e blogs interativos de uma maneira nova. O drama ganhou vários prêmios, incluindo o US Peabody Award.
Na segunda metade daquele ano, Kim apareceu no programa de culinária Delicious Quiz (também conhecido como The Taste of Life) como um de seus apresentadores, e no curta-metragem Cherry Blossom.
Ele estava no curta-metragem de 2009 Worst Friends, do diretor Namkoong Sun, que ganhou o prêmio de Melhor Filme de Drama Social do Mise en Scène Short Film Festival. Ele também foi MC no show de variedades da KM "소년 소녀 가요 백서" ("Sonyeon Sonyeo Gayo Baekseo") no mesmo ano. Em 2009, Kim atuou no bem recebido drama especial da SBS, Father's House, onde trabalhou ao lado do ator veterano Choi Min-soo. Ele também co-apresentou o Boys & Girls Music Countdown da Mnet, junto com Han Seung-yeon, membro do girl group Kara, em 2009.
Em janeiro de 2010, a KeyEast assinou um contrato exclusivo com Kim tornando-se sua agência.
Ele ainda levantou seu status através de suas voltas memoráveis na TV, como a versão mais nova dos personagens principais masculinos em Will It Snow For Christmas? e Giant, onde este último lhe rendeu o prêmio de Melhor Ator Revelação no SBS Drama Awards.

### 2011–2013: Crescente popularidade e sucesso
Ele se tornou um nome familiar em 2011, por interpretar um camponês que acaba por ser um gênio musical no drama adolescente Dream High. Kim era o único ator jovem no elenco principal sem experiência no K-pop, nisso, ele estudou música e dança durante três meses na JYP Entertainment para poder interpretar as cenas necessárias no drama. Ele gravou duas músicas para a trilha sonora de Dream High, seu solo "Dreaming", e a faixa título "Dream High" cantada pelo resto do elenco. Ele apareceu em vários programas de música e concertos após a conclusão do drama e também fez uma participação especial no episódio piloto de sua segunda temporada.
Sua popularidade disparou quando ele estrelou o drama Moon Embracing the Sun, que era o número um no seu horário e seus índices de audiência registravam picos de 42,2%. Ele mais uma vez contribuiu com a sua voz para uma trilha sonora, ao cantar a balada "Only You", que liderou as paradas de música digital, e na composição de "Another Way".

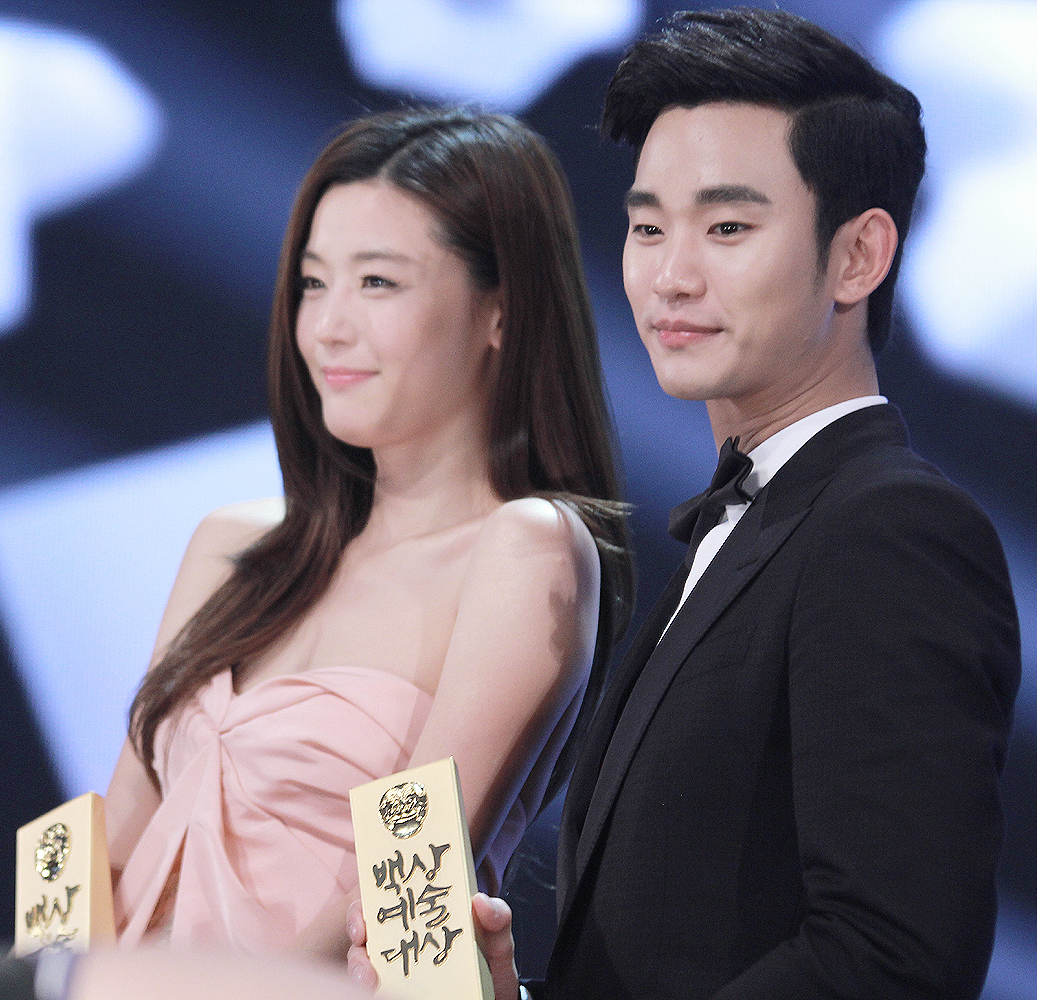
Kim com a também protagonista de My Love from the Star, Jun Ji-hyun, no Baeksang Arts Awards de 2014

Desde o sucesso de Moon Embracing the Sun, Kim estabeleceu um novo recorde para o endosso de produtos, sendo o garoto propaganda de 17 produtos simultaneamente. Mais tarde, ele ganhou o prêmio de Melhor Ator em Drama de 2012 no Baeksang Arts Awards, uma vitória que foi muito debatida porque ele era o ator mais jovem e mais novo entre os indicados na sua categoria, superando veteranos de peso como Han Suk-kyu, Shin Ha-kyun e Cha Seung-won. Ao receber o troféu, Kim disse: "Eu sou muito grato por esse momento, mas eu tenho vergonha também. É como ter um monte de lição de casa. Vou continuar tentando ser um ator melhor para permanecer digno deste prêmio".
Kim fez sua estreia nos cinemas com o filme de assalto repleto de estrelas, The Thieves, apontado pela imprensa como a versão coreana de Ocean's Eleven. Com mais de 12,9 milhões de ingressos vendidos, o filme se tornou o segundo filme de maior bilheteria na história do cinema coreano.
Em 2013, Kim participou do filme Secretly, Greatly, uma adaptação da webtoon Covertness, onde interpretou Won Ryu-hwan, um agente norte-coreano infiltrado na Coreia do Sul. O filme quebrou vários recordes e foi um dos maiores sucessos de bilheteria do ano, atraindo um público de 7 milhões. Kim ganhou o prêmio de Melhor Novo Ator (Filme) nas cerimônias do 50º Grand Bell Awards e no 50º Baeksang Arts Awards.

### 2014–17: Fama internacional
De 2013 ao início de 2014, Kim estrelou a série de fantasia da SBS, My Love from the Star, ao lado de Jun Ji-hyun. Ele também lançou dois singles para a trilha sonora do drama, intitulados "In Front of Your House" e "Promise". Suas músicas ficaram extremamente popular em toda a Ásia, especialmente na China; elas tiveram mais de 14,5 bilhões de acessos em fevereiro de 2014 na plataforma de vídeo online iQIYI.
Kim experimentou enorme fama em toda a Ásia, sempre listado em várias pesquisas de popularidade e transformado em uma das celebridades mais requisitadas para anúncios publicitários, com um total de 35 endossos. Ele ganhou os prêmios Daesang ("Grande Prêmio"), a maior honra da televisão coreana, no 7º Korea Drama Awards e o de Ator Mais Popular (TV) no 50º Baeksang Arts Awards.

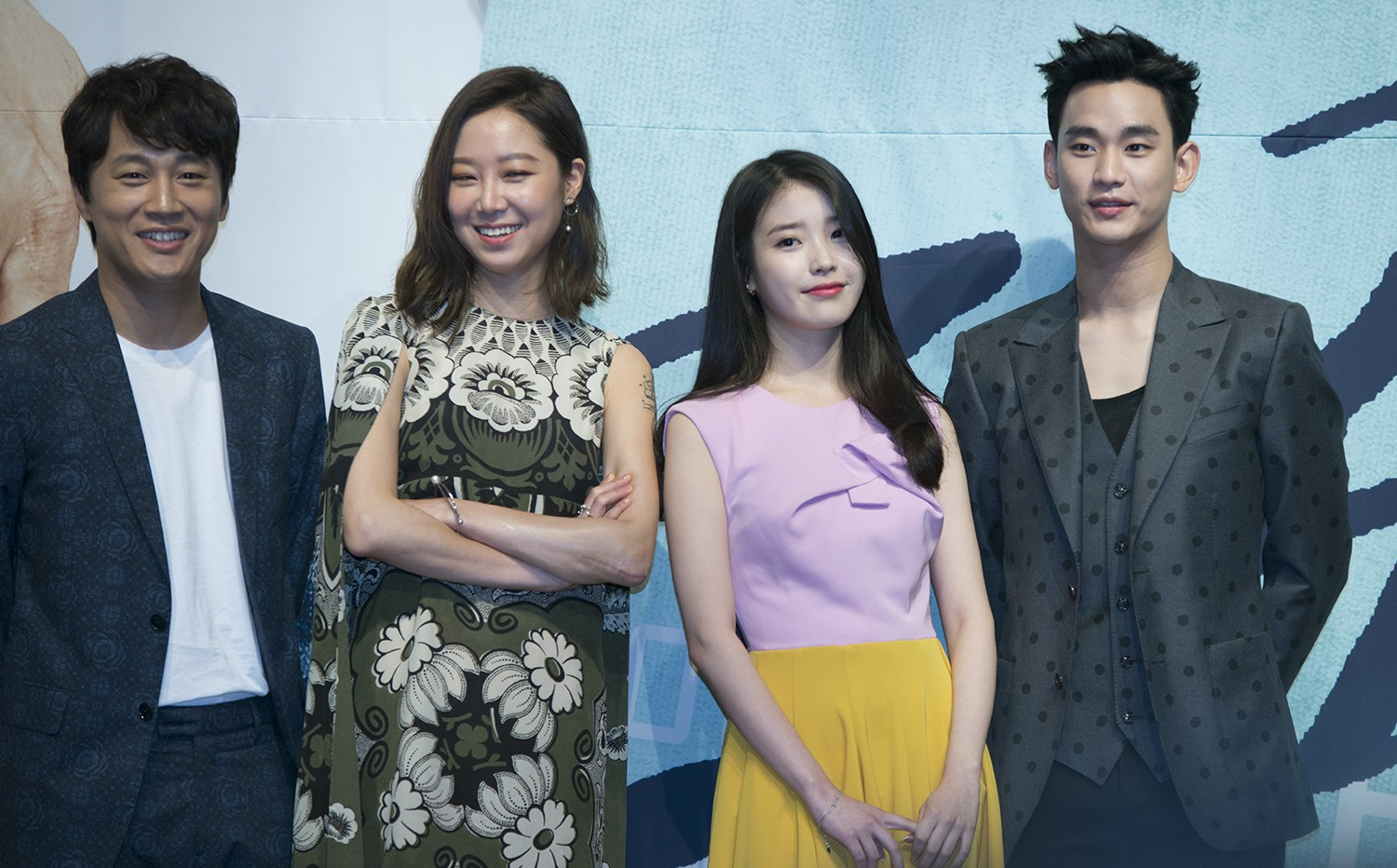
Kim Soo-hyun com os atores, da esquerda para direita, Cha Tae-hyun, Gong Hyo-jin e UI, em uma coletiva de imprensa da série The Producers, em 2015

Em 2015, Kim estrelou o drama de comédia da KBS, The Producers, com roteiro de Park Ji-eun, a mesma roteirista de My Love From the Star. O drama obteve ótimos índices em seu país natal e foi consequentemente vendido para outros países. Kim se tornou um dos rostos favoritos da Coreia do Sul na TV, de acordo com a Korea Broadcast Advertising Corporation. Kim, mais uma vez, ganhou o Daesang ("Grande Prêmio") nas cerimônias do 8º Korea Drama Awards, do 4º APAN Star Awards e do KBS Drama Awards de 2015 por sua atuação.
Em 2016, ele entrou na lista "30 Under 30 Asia" da Forbes, que classifica as 30 pessoas mais influentes, com menos de 30 anos, que obtiveram grande destaque em suas áreas de atuação.
Kim estrelou no filme de ação noir de 2017, Real, dirigido pelo seu primo Lee Sa-rang. O filme não teve êxito nas bilheterias e recebeu críticas negativas pela sua direção, enredo e informações dos personagens; com críticos afirmando que Kim salvou o filme até certo ponto com sua atuação.
Em contrapartida, o filme foi bem recebido nos cinemas de Taiwan. Pierce Conran, crítico de cinema/blogueiro coreano, incluiu Real em sua lista dos 15 melhores filmes coreanos de 2017.
Em 2017, Kim fez uma pausa em sua carreira para completar o serviço militar obrigatório de 21 meses.

### 2019–presente: Retorno do serviço militar
Kim foi notícia nos jornais quando voltou a atuar através de suas participações especiais nos dramas Hotel del Luna e Crash Landing on You. Em dezembro de 2019, surgiram relatos de que Kim deixaria a KeyEast para criar uma agência com seu primo. Em janeiro de 2020, Kim assinou contrato com a Gold Medalist, uma recém-formada agência de talentos.
Em 2020, Kim atuou no papel de Moon Gang-tae, um cuidador de um hospital psiquiátrico, na comédia romântica transmitida pela tvN, It's Okay to Not Be Okay. A série foi a primeira que Kim fez na televisão como protagonista após um intervalo de cinco anos. Em comparação com sua série anterior, ela registrou índices de audiência menores. No entanto, foi o programa mais popular de 2020 da Netflix sul-coreana no gênero romance. O The New York Times nomeou It's Okay to Not Be Okay um dos "Melhores Programas Internacionais de 2020", enquanto o jornal chileno, La Tercera, intitulou-o de "um dos dramas asiáticos mais populares" de 2020. O jornalista indiando S. Poorvaja do The Hindu comentou que Kim trouxe "Gang-tae vivo na tela perfeitamente - alguém cujo cansaço do mundo silencioso progrediu lenta, mas continuamente, para olhos brilhantes, sorrisos e entusiasmo." Ele ganhou o Daesang ("Grande Prêmio") no 5º Asia Artist Awards na categoria televisão.
Em 2021, Kim estrelou a série de televisão One Ordinary Day da Coupang Play, baseada na série britânica Criminal Justice, onde desempenhou o papel de Kim Hyun-soo, um estudante universitário cuja vida vira de cabeça para baixo quando ele inesperadamente se torna o principal suspeito de um caso de assassinato.
Em 21 de dezembro de 2021, a Gold Medalist anunciou que produzirá e promoverá, junto com o EVR Studio, um clone virtual de Kim Soo-hyun. Ele terá a aparência de uma pessoa real e expressões faciais, no intuito de ser um modelo para uma variedade de indústrias, incluindo a de entretenimento, cinematográfica e publicitária.

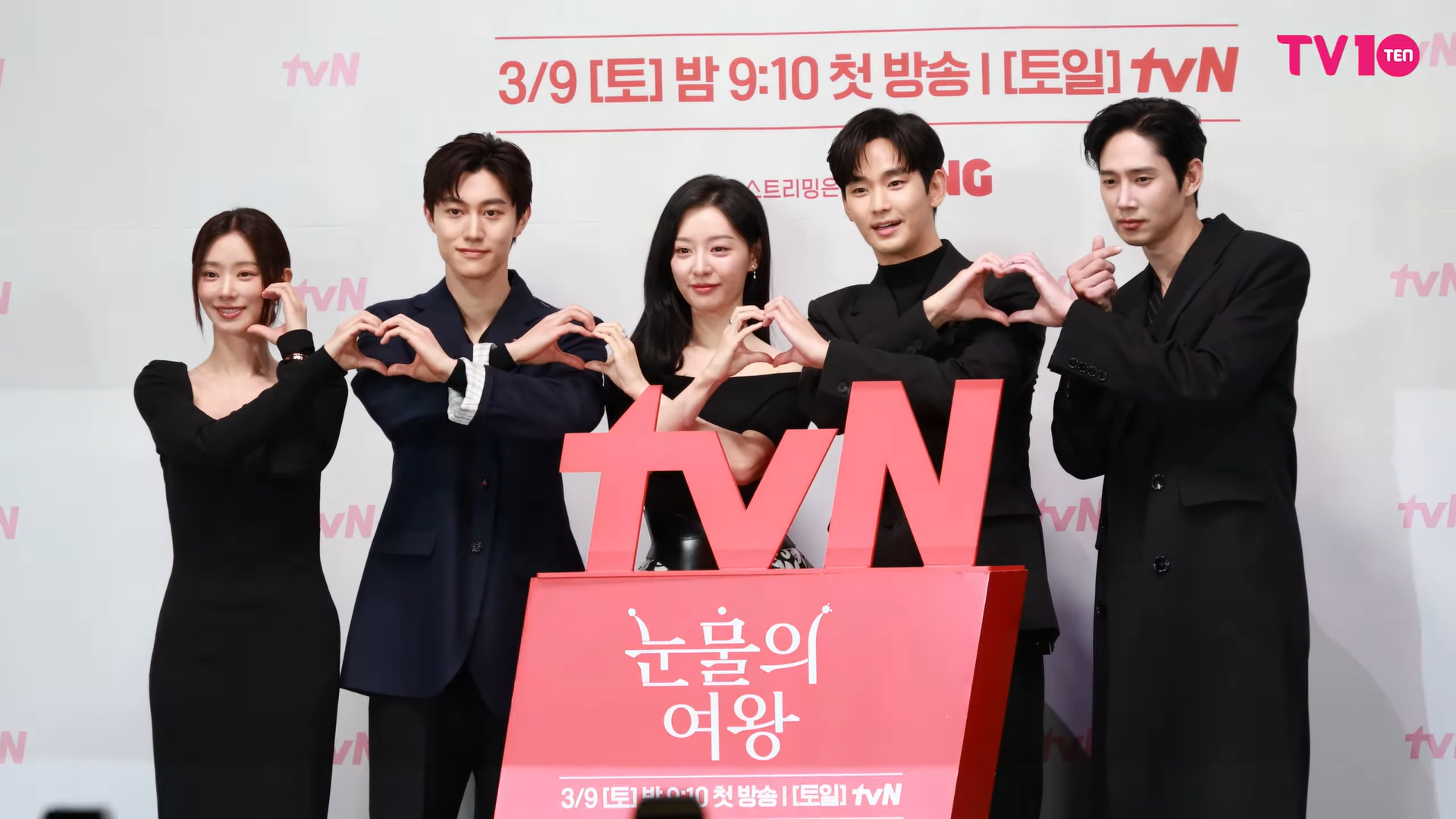
Kim com o elenco principal de Queen of Tears, em uma coletiva de imprensa em 2024

Em 5 de dezembro de 2022, o Studio Dragon confirmou Kim como um dos atores principais na série Queen of Tears, roteirizada por Park Ji-eun, com quem Kim já havia trabalhado em My Love from the Star e The Producers. Kim também gravou a música "Way Home" para o drama; foi a primeira vez em 10 anos que ele contribuiu para uma trilha sonora. A série estreou em 9 de março de 2024; obtendo uma audiência máxima de 24,9%, tornando-se a série da tvN com maior audiência, e listada no Netflix Global Top 10 (programas estrangeiros) por nove semanas consecutivas. Ele foi indicado a Melhor Ator de Drama, pela quarta vez, e ganhou o prêmio Ator Mais Popular pela terceira vez no 60º Baeksang Arts Awards.

## Outras atividades

### Aparições em eventos

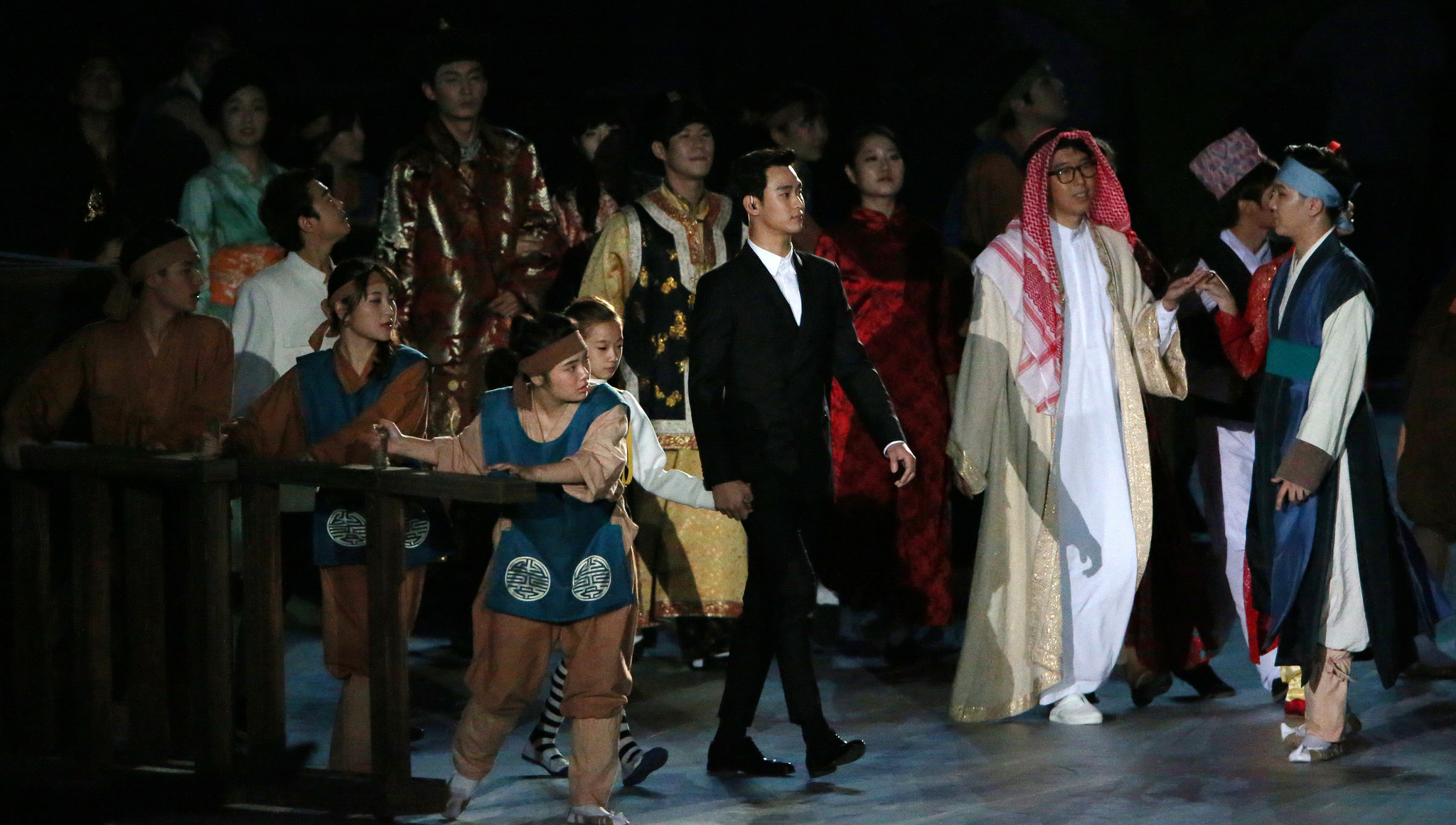
Kim na cerimônia de abertura dos Jogos Asiáticos de 2014

Em 2014, Kim participou de dois eventos esportivos internacionais. Realizada em 16 de agosto de 2014, Kim cantou a música tema oficial "Light up the Future" com outros artistas na cerimônia de abertura dos Jogos Olímpicos de Verão da Juventude de 2014, realizado em Nanjing, na China. Ele também participou da cerimônia de abertura dos Jogos Asiáticos de 2014 em Incheon, na Coreia do Sul. Junto com o ator Jang Dong-gun, a cantor coreana de ópera Ahn Sook-sun e pessoas de outras 45 nações, onde eles transmitiram a mensagem de "Uma Ásia" no palco.

### Embaixador

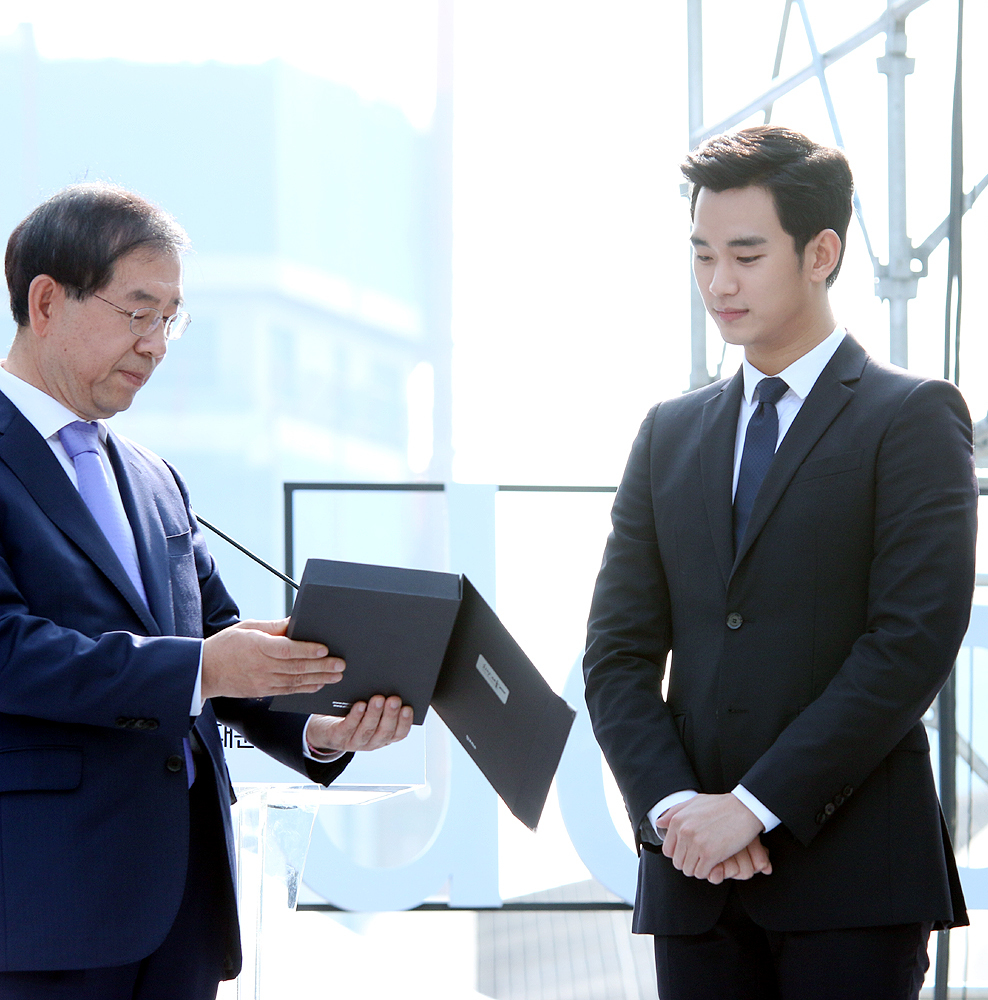
Kim na cerimônia de nomeação de Embaixador da Boa Vontade de Seul, em 2015

Em 2011, Kim, junto com Bae Suzy, foram os embaixadores do 16º Festival Internacional de Flores de Goyang. Em 18 de abril de 2012, a Organização de Turismo da Coreia nomeou Kim como Embaixador Honorário do turismo coreano. Em 3 de dezembro de 2012, Kim foi nomeado Embaixador de Relações Públicas do Lotte Hotel Busan. Em 20 de maio de 2014, Kim foi nomeado um dos Embaixadores de Relações Públicas da Universidade Chung-Ang. Em 25 de outubro de 2015, Kim foi nomeado Embaixador da Boa Vontade de Seul. Para a promoção da imagem da cidade, ele participou de vários eventos culturais nos dois anos seguintes. Em 2015, Kim foi o Embaixador Honorário do Aeroporto Internacional de Incheon. Em 2016, Kim foi o Embaixador Promocional da Paradise City.

### Filantropia
Desde 2012, Kim e sua comunidade de fãs doaram um total de 20 toneladas de arroz, todos os anos, para ajudar os mais necessitados.
Em abril de 2014, durante sua viagem pela Ásia, Kim doou cerca de 200 milhões de won para o Fundo para Crianças e Adolescentes da China em um evento de caridade da Gucci. Ele também se juntou à Yellow Ribbon Campaign, e doou ₩300 milhões para ajudar os adolescentes vitimados na tragédia da balsa Sewol.
Em janeiro de 2017, Kim, juntamente com 32 grandes estrelas da Coreia do Sul, participaram do Give Love, um evento online de angariação de fundos para ajudar ONGs dedicadas a proteção dos direitos das crianças.
Em fevereiro de 2020, Kim enviou 100 milhões de won em doações para auxiliar as famílias de baixa renda afetadas pela pandemia de COVID-19.

### Endossos

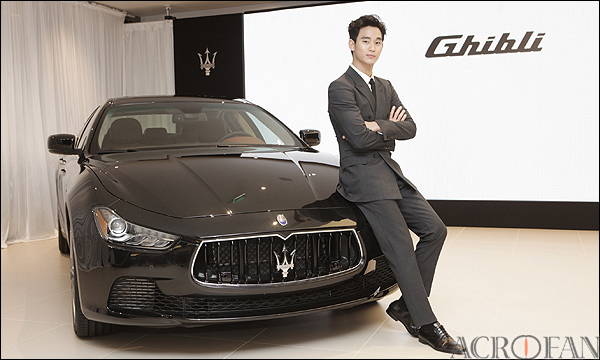
Kim ao lado de um Maserati Ghibli, em 2013

Kim tem sido considerado o "rei do endosso de produtos" pelos meios de comunicação; ele também tem sido o modelo de uma variedade de produtos que vão desde alimentos, roupas, eletrônicos, telecomunicações e automóveis. Ele começou a emergir como uma estrela da publicidade logo após participar do drama Giant e de ter chamado a atenção dos espectadores. Quando ele estrelou em Moon Embracing the Sun, Kim quebrou o recorde, no número de marcas patrocinadas, da patinadora artística Yuna Kim, ao ter colaborado com 17 marcas diferentes. Kim se tornou o modelo publicitário mais requisitado depois de atuar em My Love from the Star, aparecendo em mais de 30 anúncios, incluindo 10 exibidos na China e em outros países asiáticos. Ele também apareceu como garoto propaganda da Jeju Airlines e como personagem principal em um videogame chinês.
Em 2014, Kim Soo-hyun apareceu em um anúncio para a empresa chinesa de água engarrafada Hengda Bingquan, ao lado de Gianna Jun. A publicidade atraiu repercussões negativas dos fãs sul-coreanos devido ao fato da Hengda listar a fonte de sua água como "Jangbai shan" (Montanha Changbai) em vez do nome coreano "Montanha Baekdusan". Os dois atores tentaram cancelar seus contratos publicitários após o escândalo, mas Kim decidiu continuar com o anúncio, o que decepcionou muitos de seus seguidores.
Em 2015, Kim, junto com Yuna Kim, ganharam prêmios no National Brand Awards por melhorar a imagem das marcas coreanas.
Kim iniciou, em julho de 2021, uma parceria com a marca de varejo filipina Bench ao atuar como seu garoto propaganda.
Em 13 de setembro de 2021, Kim foi selecionado como embaixador global da marca de roupas Tommy Hilfiger.
Em 2022, o Dunkin' Donuts revelou Kim como o mais novo endossante.
Em 17 de agosto de 2023, Kim foi selecionado como o novo embaixador da Eider, marca de moda outdoor.

## Vida pessoal
Em julho de 2015, foi revelado que Kim tem uma meia-irmã cantora, por parte de pai, chamada Kim Ju-na.

### Alistamento militar
Kim iniciou o serviço militar obrigatório em 23 de outubro de 2017. Ele deveria ser um militar atuando em serviços públicos ao em vez de estar na ativa, pois ele havia sido submetido a uma cirurgia relacionada ao coração. No entanto, ele voluntariamente se propôs a fazer novos exames e eventualmente ingressou na ativa. Ele entrou em um acampamento militar em Paju, na província de Gyeonggi, para completar seu treinamento básico.
No final de novembro de 2017, a agência de Kim anunciou que ele havia completado suas cinco semanas de treinamento básico, ficando em quarto lugar como um recruta exepcional. Ele obteve férias, como recompensação, pelo comandante da divisão e foi promovido para o 1º Batalhão de Reconhecimento para continuar servindo.
Em fevereiro de 2019, Kim recebeu uma promoção antecipada como sargento por sua conduta excepcional nas forças armadas. Ele foi dispensado do serviço militar em 1º de julho de 2019.

## Filmografia

### Filmes
| Ano  | Título            | Personagem     | Ref.    |
| ---- | ----------------- | -------------- | ------- |
| 2008 | Cherry Blossom    | Han Hyun-joon  |         |
| 2009 | Worst Friends     | Choon-gi       | [ 16 ]  |
| 2012 | The Thieves       | Jampano        | [ 126 ] |
| 2013 | Secretly, Greatly | Won Ryu-hwan   | [ 44 ]  |
| 2014 | Miss Granny       | Mr. Park jovem | [ 127 ] |
| 2017 | Real              | Jang Tae-yeong | [ 65 ]  |

### Séries de televisão
| Ano       | Título                      | Personagem                 | Canal        | Notas                                | Ref.   |
| --------- | --------------------------- | -------------------------- | ------------ | ------------------------------------ | ------ |
| 2007      | Kimchi Cheese Smile         | Kim Soo-hyun               | MBC          | Trabalho de estreia                  | [ 10 ] |
| 2008      | Jungle Fish                 | Han Jae-ta                 | KBS          | Primeiro trabalho como protagonista  | [ 11 ] |
| 2009      | Will It Snow For Christmas? | Cha Kang-jin (adolescente) | SBS          |                                      | [ 23 ] |
| 2009      | Father's House              | Kang Jae-il                | SBS          |                                      | [ 20 ] |
| 2009      | Seven Years of Love         | Chun-jae                   | OBS          |                                      |        |
| 2010      | Giant                       | Lee Sung-mo (adolescente)  | SBS          |                                      | [ 24 ] |
| 2011      | Dream High                  | Song Sam-dong              | KBS          | Protagonista                         | [ 26 ] |
| 2012      | Dream High 2                | Song Sam-dong              | KBS          | Participação especial no episódio 1  | [ 31 ] |
| 2012      | Moon Embracing the Sun      | King Lee Hwon              | MBC          | Protagonista                         | [ 32 ] |
| 2013/2014 | My Love From the Star       | Do Min-joon                | SBS          | Protagonista                         | [ 48 ] |
| 2015      | The Producers               | Baek Seung-chan            | KBS          |                                      | [ 56 ] |
| 2019      | Hotel del Luna              | Dono do Hotel Blue Moon    | tvN          | Participação especial no episódio 16 | [ 69 ] |
| 2020      | Crash Landing on You        | Bang Dong-gu               | tvN          | Participação especial no episódio 10 | [ 69 ] |
| 2020      | It's Okay to Not Be Okay    | Moon Gang Tae              | tvN          | Protagonista                         | [ 72 ] |
| 2024      | Queen of Tears              | Baek Hyun-woo              | Coupang Play | Protagonista                         | [ 83 ] |

### Webséries
| Ano  | Título           | Personagem   | Canal        | Notas | Ref.   |
| ---- | ---------------- | ------------ | ------------ | ----- | ------ |
| 2021 | One Ordinary Day | Kim Hyun-soo | Coupang Play |       | [ 80 ] |

### Programas de televisão
| Ano  | Título                       | Notas | Ref.   |
| ---- | ---------------------------- | ----- | ------ |
| 2008 | The Taste of Life            |       | [ 15 ] |
| 2009 | Boys & Girls Music Countdown |       | [ 21 ] |

## Discografia
| Título                                                                                    | Ano                    | Melhor posição nas paradas | Melhor posição nas paradas | Vendas                 | Álbum                      |
| Título                                                                                    | Ano                    | KOR                        | KOR Hot                    | Vendas                 | Álbum                      |
| Como artista principal                                                                    | Como artista principal | Como artista principal     | Como artista principal     | Como artista principal | Como artista principal     |
| ----------------------------------------------------------------------------------------- | ---------------------- | -------------------------- | -------------------------- | ---------------------- | -------------------------- |
| "Another Way: Secret Version" (또 다른 길)                                                | 2012                   | 119                        | 38                         | —                      | Single sem álbum           |
| Participações em trilhas sonoras                                                          |                        |                            |                            |                        |                            |
| "Dream High" (com Taecyeon, Wooyoung, Suzy & Joo)                                         | 2011                   | 41                         | —                          | —                      | Dream High OST             |
| "Dreaming"                                                                                | 2011                   | 4                          | —                          | - KOR: 1,243,464       | Dream High OST             |
| "The One and Only You" (그대 한 사람)                                                     | 2012                   | 2                          | 2                          | - KOR: 1,619,612       | Moon Embracing the Sun OST |
| "If I" (너의 집 앞; lit. "In Front of Your House")                                        | 2014                   | 4                          | 4                          | - KOR: 379,336         | My Love from the Star OST  |
| "Promise" (약속)                                                                          | 2014                   | 16                         | 13                         | - KOR: 125,051         | Single sem álbum           |
| "Way Home" (청혼)                                                                         | 2024                   | 73                         | —                          | —                      | Queen of Tears OST         |
| "—" denota lançamentos que não entraram nas paradas ou não foram lançados naquela região. |                        |                            |                            |                        |                            |

| Title               | Year | Note |
| ------------------- | ---- | --- |
| "Crazy4s"           | 2011 | Canção comercial gravada para seu anúncio de primavera na Spris junto com Hahm Eun-jung.                                |
| "Marine Boy"        | 2012 | Canção comercial e promocional da Samsung em suporte ao nadador Park Tae-hwan para os Jogos Olímpicos de Verão de 2012. |
| "Winter Wonderland" | 2012 | Canção comercial gravada para o anúncio de inverno da empresa Tous les Jours.                                           |

## Prêmios e indicações
| Ano  | Prêmio                                            | Categoria                                                   | Indicado(s)/Trabalho(s)  | Resultado | Ref.    |
| ---- | ------------------------------------------------- | ----------------------------------------------------------- | ------------------------ | --------- | ------- |
| 2010 | SBS Drama Awards                                  | Prêmio de Nova Estrela                                      | Giant                    | Venceu    | [ 25 ]  |
| 2011 | Asia Model Festival Awards                        | Prêmio CF Modelo                                            | Kim Soo-hyun             | Venceu    | [ 136 ] |
| 2011 | Baeksang Arts Awards                              | Melhor Ator Revelação de Drama                              | Dream High               | Indicado  | [ 137 ] |
| 2011 | Baeksang Arts Awards                              | Ator Popular de Drama                                       | Dream High               | Indicado  | [ 137 ] |
| 2011 | Mnet 20's Choice Awards                           | Hot Male Drama Star                                         | Dream High               | Indicado  | [ 138 ] |
| 2011 | Korea Drama Awards                                | Melhor Ator Revelação                                       | Dream High               | Venceu    | [ 139 ] |
| 2011 | Korea Drama Awards                                | Prêmio de Popularidade                                      | Dream High               | Venceu    | [ 139 ] |
| 2011 | Style Icon Awards                                 | Prêmio de Novo Ícone                                        | Kim Soo-hyun             | Venceu    | [ 140 ] |
| 2011 | Korea Best Dresser Swan Awards                    | Melhor Artista Masculino                                    | Kim Soo-hyun             | Venceu    | [ 141 ] |
| 2011 | SKY PerfecTV! Awards                              | Prêmio Hallyu                                               | Kim Soo-hyun             | Venceu    | [ 142 ] |
| 2011 | KBS Drama Awards                                  | Melhor Ator Revelação                                       | Dream High               | Venceu    | [ 143 ] |
| 2011 | KBS Drama Awards                                  | Prêmio de Popularidade                                      | Dream High               | Venceu    | [ 143 ] |
| 2011 | KBS Drama Awards                                  | Melhor Casal com Suzy                                       | Dream High               | Venceu    | [ 143 ] |
| 2011 | KBS Drama Awards                                  | Prêmio do Internauta, Ator                                  | Dream High               | Indicado  |         |
| 2011 | Cyworld Digital Music Awards                      | Canção do Mês (Fevereiro)                                   | "Dreaming"               | Venceu    | [ 144 ] |
| 2012 | APAN Star Awards                                  | Prêmio de Excelência, Ator                                  | Moon Embracing the Sun   | Venceu    | [ 145 ] |
| 2012 | Baeksang Arts Awards                              | Melhor Ator de Drama                                        | Moon Embracing the Sun   | Venceu    | [ 39 ]  |
| 2012 | Baeksang Arts Awards                              | Ator Popular de Drama                                       | Moon Embracing the Sun   | Indicado  | [ 146 ] |
| 2012 | Mnet 20's Choice Awards                           | 20's Estrela Masculina de Drama                             | Moon Embracing the Sun   | Venceu    | [ 147 ] |
| 2012 | Mnet 20's Choice Awards                           | 20′s Blue Carpet Popularity Award                           | Kim Soo-hyun             | Venceu    | [ 147 ] |
| 2012 | Seoul International Drama Awards                  | Melhor Ator Coreano (Categoria Excelência em Drama Coreano) | Moon Embracing the Sun   | Indicado  |         |
| 2012 | Seoul International Drama Awards                  | People's Choice Award                                       | Moon Embracing the Sun   | Indicado  |         |
| 2012 | Korea Broadcasting Awards                         | Melhor Ator                                                 | Moon Embracing the Sun   | Venceu    | [ 148 ] |
| 2012 | Korea Drama Awards                                | Grande Prêmio (Daesang)                                     | Moon Embracing the Sun   | Indicado  | [ 149 ] |
| 2012 | Buil Film Awards                                  | Melhor Ator Revelação                                       | The Thieves              | Indicado  | [ 150 ] |
| 2012 | Blue Dragon Film Awards                           | Melhor Ator Revelação                                       | The Thieves              | Indicado  | [ 151 ] |
| 2012 | Blue Dragon Film Awards                           | Prêmio de Popularidade                                      | The Thieves              | Venceu    | [ 152 ] |
| 2012 | K-Drama Star Awards                               | Prêmio de Alta Excelência, Ator                             | Moon Embracing the Sun   | Venceu    |         |
| 2012 | MBC Drama Awards                                  | Prêmio de Alta Excelência, Ator em Minissérie               | Moon Embracing the Sun   | Venceu    | [ 153 ] |
| 2012 | MBC Drama Awards                                  | Prêmio de Popularidade                                      | Moon Embracing the Sun   | Venceu    | [ 153 ] |
| 2012 | MBC Drama Awards                                  | Prêmio de Melhor Casal (com Han Ga-in)                      | Moon Embracing the Sun   | Indicado  | [ 154 ] |
| 2012 | MBC Drama Awards                                  | Prêmio de Melhor Casal (com Jung Eun-pyo)                   | Moon Embracing the Sun   | Venceu    | [ 154 ] |
| 2012 | Nickelodeon Korea Kids' Choice Awards             | Ator Favorito                                               | Moon Embracing the Sun   | Venceu    | [ 155 ] |
| 2012 | Style Icon Awards                                 | Ícone do Estilo                                             | Kim Soo-hyun             | Indicado  |         |
| 2012 | TVCF Advertising Awards                           | Modelo do Ano                                               | Kim Soo-hyun             | Venceu    | [ 156 ] |
| 2013 | Cosmo Beauty Awards (China)                       | Prêmio Ícone dos Sonhos                                     | Kim Soo-hyun             | Venceu    | [ 157 ] |
| 2013 | Grand Bell Awards                                 | Melhor Ator Revelação                                       | Secretly, Greatly        | Venceu    | [ 158 ] |
| 2013 | Mnet 20's Choice Awards                           | Estrela de Cinema nos 20 – Masculino                        | Secretly, Greatly        | Indicado  | [ 159 ] |
| 2013 | Puchon International Fantastic Film Festival      | Prêmio Fantasia Masculina                                   | Secretly, Greatly        | Venceu    | [ 160 ] |
| 2013 | Style Icon Awards                                 | Ícone de Estilo                                             | Kim Soo-hyun             | Indicado  |         |
| 2013 | TVCF Awards                                       | Modelo do Ano                                               | Kim Soo-hyun             | Venceu    | [ 161 ] |
| 2014 | Baeksang Arts Awards                              | Melhor Ator (TV)                                            | My Love from the Star    | Indicado  | [ 162 ] |
| 2014 | Baeksang Arts Awards                              | Melhor Ator Revelação (Filme)                               | My Love from the Star    | Venceu    | [ 163 ] |
| 2014 | Baeksang Arts Awards                              | Ator Mais Popular (Filme)                                   | My Love from the Star    | Venceu    | [ 163 ] |
| 2014 | Baeksang Arts Awards                              | Ator Mais Popular (TV)                                      | My Love from the Star    | Venceu    | [ 162 ] |
| 2014 | Singapore Entertainment Awards                    | Ator Mais Popular da TV Coreana                             | My Love from the Star    | Indicado  | [ 164 ] |
| 2014 | Seoul International Drama Awards                  | Ilustre Ator Coreano                                        | My Love from the Star    | Venceu    | [ 165 ] |
| 2014 | Seoul International Drama Awards                  | People's Choice Actor (Korea)                               | My Love from the Star    | Venceu    | [ 165 ] |
| 2014 | Korea Drama Awards                                | Grande Prêmio (Daesang)                                     | My Love from the Star    | Venceu    | [ 166 ] |
| 2014 | Korea Drama Awards                                | Hallyu Hot Star Award                                       | My Love from the Star    | Venceu    | [ 167 ] |
| 2014 | Festival Internacional de Drama de Tóquio         | Melhor Ator na Ásia                                         | My Love from the Star    | Venceu    | [ 168 ] |
| 2014 | APAN Star Awards                                  | Prêmio de Alta Excelência, Ator em Minissérie               | My Love from the Star    | Venceu    | [ 169 ] |
| 2014 | APAN Star Awards                                  | Prêmio Estrela Hallyu                                       | My Love from the Star    | Venceu    | [ 169 ] |
| 2014 | SBS Drama Awards                                  | Grande Prêmio (Daesang)                                     | My Love from the Star    | Indicado  | [ 170 ] |
| 2014 | SBS Drama Awards                                  | Prêmio de Alta Excelência, Ator em Drama de Média Duração   | My Love from the Star    | Venceu    | [ 171 ] |
| 2014 | SBS Drama Awards                                  | Prêmio de Popularidade do Internauta                        | My Love from the Star    | Venceu    | [ 172 ] |
| 2014 | SBS Drama Awards                                  | Prêmio de Popularidade do Internauta Chinês                 | My Love from the Star    | Venceu    | [ 173 ] |
| 2014 | SBS Drama Awards                                  | Top 10 Estrelas                                             | My Love from the Star    | Venceu    | [ 172 ] |
| 2014 | SBS Drama Awards                                  | Melhor Casal (com Jun Ji-hyun)                              | My Love from the Star    | Venceu    | [ 172 ] |
| 2014 | BIFF com Marie Claire Asia Star Awards            | Prêmio Estrela da Ásia                                      | Kim Soo-hyun             | Venceu    | [ 174 ] |
| 2014 | Sseoljeon Awards                                  | Melhor Ator                                                 | My Love From the Star    | Venceu    | [ 175 ] |
| 2014 | Style Icon Awards                                 | Ícone do Estilo                                             | Kim Soo-hyun             | Venceu    | [ 176 ] |
| 2015 | APAN Star Awards                                  | Grande Prêmio (Daesang)                                     | The Producers            | Venceu    | [ 177 ] |
| 2015 | APAN Star Awards                                  | Prêmio de Alta Excelência, Ator                             | The Producers            | Indicado  | [ 178 ] |
| 2015 | Busan International Advertising Festival          | Melhor porta-voz coreano na China                           | Kim Soo-hyun             | Venceu    | [ 179 ] |
| 2015 | China the Wind from the East Entertainment Awards | Prêmio de Influencer de Entretenimento Sul-Coreano          | Kim Soo-hyun             | Venceu    | [ 180 ] |
| 2015 | Grand Bell Awards                                 | Prêmio de popularidade                                      | Kim Soo-hyun             | Venceu    | [ 181 ] |
| 2015 | Huading Awards                                    | Melhor Ator Global em Séries de TV                          | My Love From the Star    | Venceu    | [ 182 ] |
| 2015 | KBS Drama Awards                                  | Grande Prêmio (Daesang)                                     | The Producers            | Venceu    | [ 183 ] |
| 2015 | KBS Drama Awards                                  | Prêmio de Alta Excelência, Ator                             | The Producers            | Indicado  |         |
| 2015 | KBS Drama Awards                                  | Prêmio de Excelência, Ator em Minissérie                    | The Producers            | Indicado  |         |
| 2015 | KBS Drama Awards                                  | Melhor Casal (com Cha Tae-hyun e Gong Hyo-jin)              | The Producers            | Venceu    | [ 184 ] |
| 2015 | KBS Drama Awards                                  | Melhor Casal (com Gong Hyo-jin)                             | The Producers            | Indicado  | [ 185 ] |
| 2015 | KBS Drama Awards                                  | Melhor Casal (com UI)                                       | The Producers            | Indicado  | [ 185 ] |
| 2015 | KBS Drama Awards                                  | Prêmio de Internauta, Ator                                  | The Producers            | Venceu    | [ 186 ] |
| 2015 | Korea Drama Awards                                | Grande Prêmio (Daesang)                                     | The Producers            | Venceu    | [ 187 ] |
| 2015 | Korea Drama Awards                                | Prêmio Estrela Hallyu                                       | The Producers            | Venceu    | [ 187 ] |
| 2015 | Korea Film Actors' Association Awards             | Prêmio Estrela Mais Popular                                 | Kim Soo-hyun             | Venceu    | [ 188 ] |
| 2016 | Busan International Advertising Festival          | O modelo de publicidade coreano favorito da China           | Kim Soo-hyun             | Venceu    | [ 189 ] |
| 2016 | InStyle Star Icon Awards                          | Melhor Ator (Drama)                                         | Kim Soo-hyun             | Venceu    | [ 190 ] |
| 2016 | InStyle Star Icon Awards                          | Prêmio Fashionista                                          | Kim Soo-hyun             | Venceu    | [ 190 ] |
| 2016 | Soompi Awards                                     | Ator do Ano                                                 | The Producers            | Venceu    | [ 191 ] |
| 2019 | Big Ben Awards                                    | Dez Jovens Destacados Globais                               | Kim Soo-hyun             | Venceu    | [ 192 ] |
| 2020 | Asia Artist Awards                                | Grande Prêmio (Daesang)                                     | It's Okay to Not Be Okay | Venceu    | [ 193 ] |
| 2020 | Asia Artist Awards                                | AAA Hot Issue Award                                         | Kim Soo-hyun             | Venceu    | [ 194 ] |
| 2021 | APAN Star Awards                                  | Prêmio de Alta Excelência, Ator em Minissérie               | It's Okay to Not Be Okay | Indicado  | [ 195 ] |
| 2021 | APAN Star Awards                                  | Prêmio Estrela Popular, Ator                                | It's Okay to Not Be Okay | Venceu    | [ 196 ] |
| 2021 | APAN Star Awards                                  | KT Seezn Star Award                                         | Kim Soo-hyun             | Indicado  | [ 197 ] |
| 2021 | Baeksang Arts Awards                              | Melhor Ator (TV)                                            | It's Okay to Not Be Okay | Indicado  | [ 198 ] |
| 2021 | Baeksang Arts Awards                              | Ator Mais Popular                                           | Kim Soo-hyun             | Indicado  | [ 199 ] |
| 2022 | APAN Star Awards                                  | Prêmio de Alta Excelência, Ator em Drama OTT                | One Ordinary Day         | Indicado  | [ 200 ] |
| 2022 | APAN Star Awards                                  | Prêmio Estrela Popular, Ator                                | One Ordinary Day         | Indicado  | [ 201 ] |
| 2022 | Asian Television Awards                           | Melhor Performance Masculina Principal – Digital            | One Ordinary Day         | Indicado  | [ 202 ] |
| 2024 | Baeksang Arts Awards                              | Melhor Ator (TV)                                            | Queen of Tears           | Indicado  | [ 203 ] |
| 2024 | Baeksang Arts Awards                              | Ator Mais Popular                                           | Kim Soo-hyun             | Venceu    | [ 204 ] |

### Honras de estado
| País ou organização                         | Ano  | Honra ou prêmio                                    | Ref.    |
| ------------------------------------------- | ---- | -------------------------------------------------- | ------- |
| Prêmio Coreano de Cultura e Artes Populares | 2012 | Comenda do Ministro da Cultura, Esportes e Turismo | [ 208 ] |
| Prêmio Coreano de Cultura e Artes Populares | 2014 | Comenda do Primeiro-ministro                       | [ 209 ] |
| Instituto de Promoção de Marca Nacional     | 2015 | Grande Prêmio de Marca Nacional – Setor de Cultura | [ 211 ] |
| Serviço Nacional de Impostos                | 2015 | Comenda Exemplar do Contribuinte                   | [ 213 ] |
| Serviço Nacional de Impostos                | 2023 | Comenda Presidencial                               | [ 214 ] |

### Artigos em lista
| Editora      | Ano  | Artigo                                                                      | Classificação | Ref.    |
| ------------ | ---- | --------------------------------------------------------------------------- | ------------- | ------- |
| Forbes       | 2012 | Korea Power Celebrity 40                                                    | 39º           | [ 215 ] |
| Forbes       | 2013 | Korea Power Celebrity 40                                                    | 4º            | [ 216 ] |
| Forbes       | 2014 | Korea Power Celebrity 40                                                    | 17º           | [ 217 ] |
| Forbes       | 2015 | Korea Power Celebrity 40                                                    | 2º            | [ 217 ] |
| Forbes       | 2016 | 30 Under 30 (Asia)                                                          | Listado       | [ 218 ] |
| Forbes       | 2016 | Korea Power Celebrity 40                                                    | 5º            | [ 219 ] |
| Forbes       | 2021 | Korea Power Celebrity 40                                                    | 20º           | [ 220 ] |
| Forbes       | 2022 | Korea Power Celebrity 40                                                    | 21º           | [ 221 ] |
| Sisa Journal | 2014 | Who Moves Korea – Most Influential People in Broadcasting and Entertainment | 7º            | [ 226 ] |
| Sisa Journal | 2015 | Who Moves Korea – Most Influential People in Broadcasting and Entertainment | 9º            | [ 227 ] |
| Sisa Journal | 2016 | Who Moves Korea – Most Influential People in Broadcasting and Entertainment | 9º            | [ 228 ] |